# 강한나
강한나(1989년 1월 30일   ~ )는 대한민국의 배우이다.

## 생애
- 어린 시절에는 발레리나를 꿈꾸었으나, 한계를 느끼고 꿈을 포기하였다.
- 이후, 장래희망에 대한 많은 고민을 하던 시기에 2005년 고등학교 2학년 때 연기를 처음 경험하였고, 이를 계기로 배우가 되기로 결심하였다.
- 대학교 졸업 후, 동 대학원에 진학하였는데 이 당시만 하더라도 배우라는 직업과 연예계 진출과는 거리가 멀었다고 한다.
- 연기 공부하는 것 그 자체를 정말 좋아했으며, 화려하게 주목받는 삶이 자신의 인간형과 맞지 않을 거라는 막연한 생각, 그리고 심리극 등을 통한 심리치료에 관심이 많아 대학원에 진학했다고 밝힌 적이 있다.
- 중앙대학교 연극학과에 진학한 후에는 많은 독립영화에 출연하면서 연기 내공을 쌓았으며, 동 대학원 석사과정을 밟던 중 20대 중반의 늦은 나이에 2013년 영화 롤러코스터에서 메리 역에 캐스팅되면서 본격적인 배우생활을 시작했다.
- 2020년 1월 6일부터는 AKMU 이수현의 뒤를 이어 KBS Cool FM 《볼륨을 높여요》의 진행자를 맡으면서 라디오 디스크자키로도 맹활약했다. KBS 드라마 《붉은 단심》촬영(2022년 상반기 방영 예정)에 따른 스케줄 문제로, 2021년 10월 31일 방송을 끝으로 《볼륨을 높여요》에서 하차하였다.
- 총 진행기간은 665일 2020년 1월 6일 ~ 2021년 10월 31일이다.
- 같은 해(2020년 10월 5일) 판타지오에서 키이스트로 이적하였으며, 그 해 KBS 연예대상 라디오 DJ부문 신인상을 수상하였다.
- 대학생 때 학부 졸업 평점이 4.5점 만점에 4.37점을 받을 정도로 학업에 굉장히 충실한 학생이었다.
- 본인의 말로는 '(연기를) 좋아하니까, 재밌으니까 잘하고 싶어서 열성을 갖고 했다'고 한다. 이 때문에 담당 교수들도 강한나가 연기랑 관련된 공부 쪽으로 갈 줄 알았지 배우가 될 것이라고는 예상하지 못했다고 한다.
- 2022년 드라마 《붉은단심》으로 베스트 커플상과 여자 우수상을 받았다.
- 2024년 4월 팬들과의 소통을 위해 디어유 버블을 개설했다.

## 연기 활동

### 영화
| 연도   | 제목            | 역할          | 비고        |
| ------ | --------------- | ------------- | ----------- |
| 2009년 | 자위의 왕       | 성주          | 주연        |
| 2009년 | 마지막 귀갓길   | 선주          | 주연        |
| 2011년 | 수상한 동거     | 정우          | 주연        |
| 2013년 | 친구2           | 아람          | 조연        |
| 2013년 | 동창생          | 와플집 알바   | 단역        |
| 2013년 | 롤러코스터      | 메리          | 단역,데뷔작 |
| 2014년 | 우는 남자       | 유치원 여선생 | 단역        |
| 2015년 | 일어나기        | 강한나        | 주연        |
| 2015년 | 비공식 개강총회 | 여학생        | 목소리 출연 |
| 2015년 | 순수의 시대     | 가희          | 주연        |
| 2024년 | 대가족          | 한가연        | 주연        |

### 드라마
| 연도        | 방송사       | 제목                                 | 역할          | 비고              |
| ----------- | ------------ | ------------------------------------ | ------------- | ----------------- |
| 2010년      | 인터넷드라마 | 모두들 사랑한다 말합니다             | 구주희        | 주연              |
| 2013년      | MBC          | 미스코리아                           | 임선주        | 조연              |
| 2015년      | MBC          | 엄마                                 | 강유라        | 조연              |
| 2015년      | MBC EVERY1   | 투 비 컨티뉴드                       | 담임선생님    | 카메오            |
| 2016년      | SBS          | 달의 연인 - 보보경심 려              | 황보연화      | 조연              |
| 2016년      | JTBC         | 마녀보감                             | 의인왕후 박씨 | 17, 19회 특별출연 |
| 2017~2018년 | JTBC         | 그냥 사랑하는 사이                   | 정유진        | 주연              |
| 2017년      | 아이치이     | 귀취등지목야궤사                     | 여야화        | 중국드라마 • 조연 |
| 2018년      | tvN          | 아는 와이프                          | 이혜원        | 주연              |
| 2019년      | tvN          | 드라마 스테이지 - 귀피를 흘리는 여자 | 김수희        | 단막극 • 주연     |
| 2019년      | tvN          | 60일, 지정생존자                     | 한나경        | 주연              |
| 2020년      | tvN          | 스타트업                             | 원인재        | 주연              |
| 2020년      | tvN          | 청춘기록                             | 제시카        | 특별출연          |
| 2021년      | tvN          | 간 떨어지는 동거                     | 양혜선        | 주연              |
| 2021년      | 웹드라마     | 바이트 시스터즈                      | 한이나        | 주연              |
| 2022년      | KBS2         | 붉은 단심                            | 유정          | 주연              |
| 2024년      | JTBC         | 비밀은 없어                          | 온우주        | 주연              |
| 2025년      | tvN          | 폭군의 셰프                          | 강목주        | 주연              |
| 2025년      | Netflix      | 캐셔로                               | 조안나        |                   |

### 웹예능
| 연도   | 방송사 | 제목      | 역할   | 비고 |
| ------ | ------ | --------- | ------ | ---- |
| 2024년 | 유튜브 | 소통의 神 | 게스트 |      |
| 2025년 | 유튜브 | 집대성    | 게스트 |      |

### 라디오
| 연도            | 방송사   | 제목          | 역할              |
| --------------- | -------- | ------------- | ----------------- |
| 2020년 ~ 2021년 | KBS 쿨FM | 볼륨을 높여요 | 진행자·디스크자키 |

## 수상 및 후보
| 연도 | 시상식              | 부문                             | 작품                    | 결과 |
| ---- | ------------------- | -------------------------------- | ----------------------- | ---- |
| 2016 | SBS 연기대상        | 판타지드라마부문 여자 우수연기상 | 달의 연인 - 보보경심 려 | 후보 |
| 2017 | 제53회 백상예술대상 | TV부문 여자 신인연기상           | 달의 연인 - 보보경심 려 | 후보 |
| 2018 | SBS 연예대상        | 베스트 챌린지상                  | 런닝맨                  | 후보 |
| 2020 | KBS 연예대상        | 라디오부문 신인 DJ상             | 볼륨을 높여요           | 수상 |
| 2022 | KBS 연기대상        | 여자 최우수연기상                | 붉은 단심               | 후보 |
| 2022 | KBS 연기대상        | 미니시리즈부문 여자 우수연기상   | 붉은 단심               | 수상 |
| 2022 | KBS 연기대상        | 여자 네티즌상                    | 붉은 단심               | 후보 |
| 2022 | KBS 연기대상        | 베스트 커플상 (with 이준)        | 붉은 단심               | 수상 |